# Hanabira
| L'escarificació hanabira (esquerra) deriva del tradicional monshō japonès, com les línies que dibuixen les flors karahana (唐花, flor Tang) (dreta) |  | L'escarificació hanabira (esquerra) deriva del tradicional monshō japonès, com les línies que dibuixen les flors karahana (唐花, flor Tang) (dreta) |
| L'escarificació hanabira (esquerra) deriva del tradicional monshō japonès, com les línies que dibuixen les flors karahana (唐花, flor Tang) (dreta) |  | |

Hanabira (del japonès 花弁, pètal) és una forma d'escarificació originària del Japó. Es tracta d'una cicatriu decorativa del mont de Venus. El terme significa «pètal» en llenguatge japonès i es refereix als patrons florals del tradicional monshō (紋章).
L'escarificació hanabira es va introduir per primera vegada en la cultura de modificació del cos japonesa, però recentment s'ha popularitzat als països occidentals. Tot i que l'emblema pot ser un signe d'identitat i un símbol molt personal al Japó, l'adopció occidental en general es fa per raons purament estètiques.

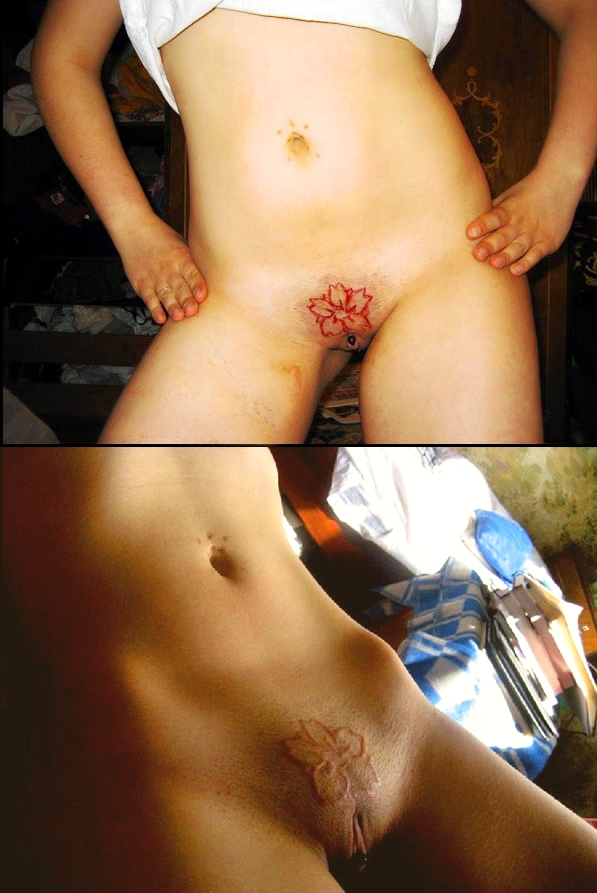
Escarificació fresca (a dalt) i guarida (a baix)

Els patrons o lletres desitjats es tallen a la pell amb un bisturí. Es fan petites incisions i molt juntes. La cicatrització de la ferida es retarda intencionadament perquè es desenvolupi una cicatriu visible després d'algun temps.
La forma de la cicatriu sovint s'inspira en el tradicional monshō o mondokoro (紋 所), emblemes decoratius o símbols que identifiquen a una persona i que són únics per a aquest individu o la seva família. La majoria dels monshō són monocroms i mostren la representació estilitzada d'una planta, sovint elements florals o un animal en un cercle afilat. El hanabira també pot tenir la forma de kanji estilitzat.